# Calamagrostis kuznetzovii
Calamagrostis kuznetzovii är en gräsart som beskrevs av Nikolai Nikolaievich Tzvelev. Calamagrostis kuznetzovii ingår i släktet rör, och familjen gräs. Inga underarter finns listade i Catalogue of Life.